# 奧地利—英國關係
奧地利–英國關係，簡稱奧英關係，是指奧地利與英國間的外交關係。

## 外交
奧地利駐英國大使為Michael Zimmermann，他於2018年8月履新。 英國駐奧地利大使則是在2016年8月履新。
奧地利在倫敦設有大使館，並另有五個榮譽領事館。(於伯明罕、愛丁堡、曼徹斯特、大開曼及漢米爾頓)。
英國則在維也納設有大使館、以及分別布雷根茨、格拉茨、茵斯布魯克及薩爾茲堡設有四個榮譽領事館。